# Pierre Deniker
Pour les articles homonymes, voir Deniker.
Pierre Deniker est un psychiatre français né à Paris 14e le 16 février 1917 et mort à Paris 8e le 17 août 1998.

## Biographie
Il a obtenu son doctorat en médecine en 1945. Il devient professeur de psychiatrie et de neurologie en 1961. Il a été ensuite médecin-chef de service au Centre hospitalier Sainte-Anne jusqu'en 1985. Il a été rédacteur en chef de la revue L'Encéphale de 1975 à sa mort en 1998. Il a été membre de l’Académie nationale de médecine.
Il a collaboré avec le psychiatre Jean Delay sur une classification des drogues (médicaments psychotropes). Il a travaillé sur le 4560 RP (chlorpromazine), le premier neuroleptique, découvert en décembre 1950 par Henri Laborit et testé par Paul Guiraud, et fut le premier à utiliser cette molécule dans le traitement des psychoses.
Jean-Pierre Olié a créé en 2007, avec le professeur Henri Lôo, une Fondation reconnue d'utilité publique, la Fondation Pierre-Deniker qui poursuit la philosophie héritée de Pierre Deniker et organise un colloque intitulé « Journées Pierre Deniker ».

## Prix et distinctions
- 1957 : Prix Albert Lasker pour la recherche médicale[2],[6].
- Chevalier de la Légion d'honneur[2].
- Officier de l'ordre national du Mérite[2].
- Croix de guerre 1939-1945[2].

## Ouvrages
- La psycho-pharmacologie, 1969,  PUF, coll. « Que sais-je ? », 128 p.
- (avec Daniel Ginestet et Benoît Dalle) Maniement des médicaments psychotropes, Édition Doin, 1980, 180 p.  (ISBN 978-2704003402)
- La dépression fin du tunnel, 1988, Plon  (ISBN 978-2704008254)
- (sous la direction, avec Thérèse Lemperière et Jean Guyotat) Précis de psychiatrie clinique de l'adulte, Masson, Précis de médecine, 1989, 633 p.  (ISBN 978-2225815263)
- Les drogues : trafic et contagion, 1991, Plon, 258 p.  (ISBN 978-2259019941)
- (avec Jean-Pierre Olié) Fou, moi ? La psychiatrie hier et aujourd'hui, Odile Jacob, coll. « Psychologie », 1998, 318 p.  (ISBN 978-2738105370)